# Hundwil

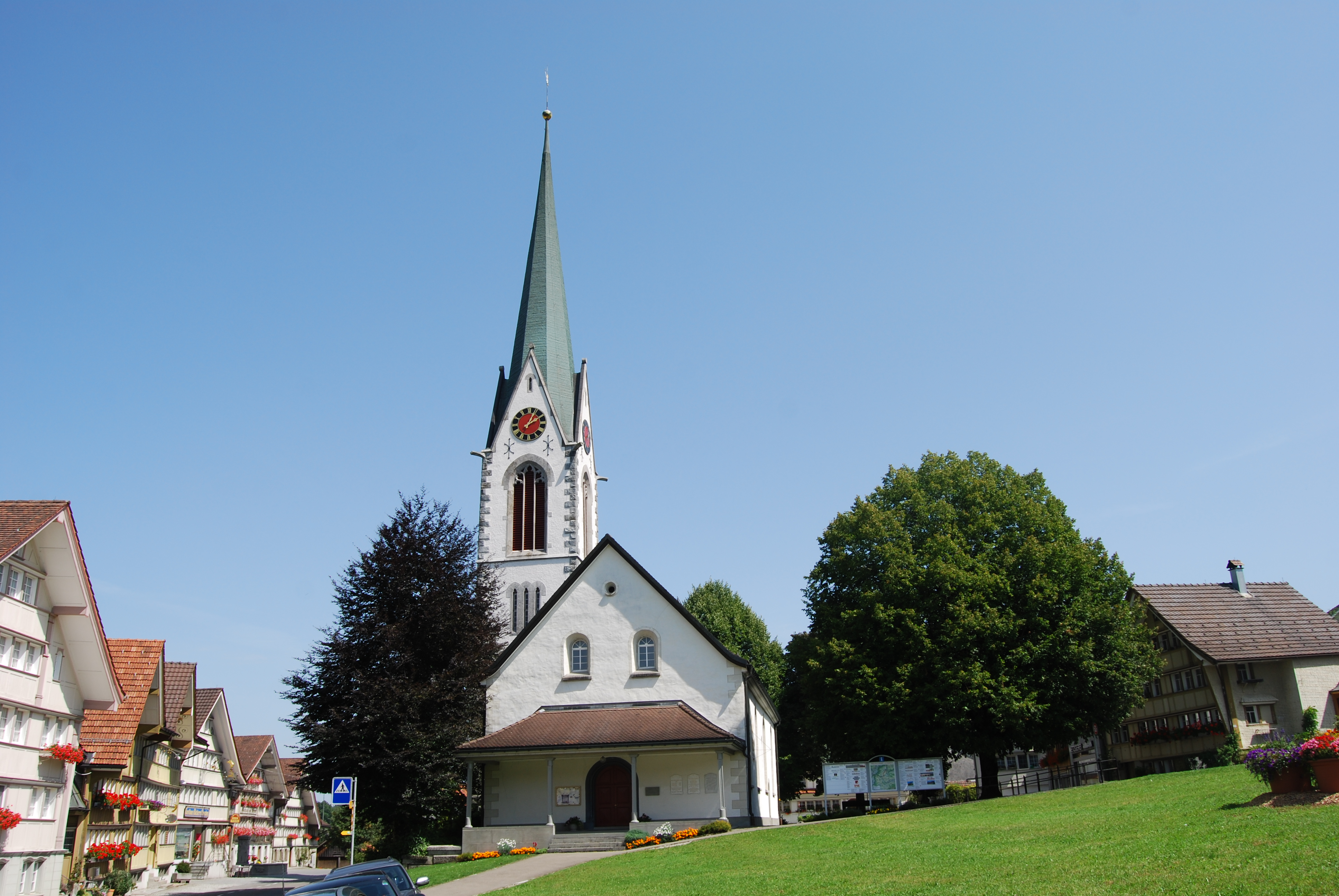
Hundwil

Hundwil este un oraș în Elveția.